# Kukunjevac
Kukunjevac je naselje u Republici Hrvatskoj u Požeško-slavonskoj županiji, u sastavu grada Lipika.

## Zemljopis
Kukunjevac se nalaze zapadno od Lipika, susjedna naselja su Dobrovac na istoku, Mali Banovac na sjeveru te Brezine i Gaj na zapadu.

## Stanovništvo
Prema popisu stanovništva iz 2011. godine Kukunjevac je imao 233 stanovnika.
| broj stanovnika | 582   | 701   | 995   | 1458  | 1599  | 1725  | 1711  | 1789  | 1163  | 1321  | 1357  | 1225  | 1138  | 1082  | 233   | 233   | 190   |
|                 | 1857. | 1869. | 1880. | 1890. | 1900. | 1910. | 1921. | 1931. | 1948. | 1953. | 1961. | 1971. | 1981. | 1991. | 2001. | 2011. | 2021. |

## Sport
U naselju je postojao nogometni klub NK Prvoborac Kukunjevac